# Ельжбета Завацька
Ельжбета Завацька (пол. Elżbieta Zawacka; 19 березня 1909, Торн — 10 січня 2009, Торунь), відома також під псевдонімом під час Другої світової війни Зо (пол. Зо) — польська військова діячка, педагогиня, професорка, інструкторка СПГ, агентка УСО. Президент Лех Качинський надав їй звання бригадного генерала Війська Польського (друга жінка в історії Війська Польського, яка отримала це звання) 3 травня 2006 року. Іноді її називали «єдиною жінкою серед тихотемних», вона служила кур'єркою Армії Крайової, перевозячи листи та інші документи з окупованої нацистами Польщі до польського уряду у вигнанні в Лондоні й назад. Її регулярний маршрут пролягав з Варшави через Берлін і Швецію до Лондона. Вона також відповідала за організацію маршрутів для інших кур'єрів Армії Крайової.

## Життєпис
Ельжбета Завацька народилася в місті Торунь (німецькою «Торн»), що входило до складу Прусського поділу Польщі, і закінчила Познанський університет за спеціальністю «Математика». Коли їй було 10 років, у 1919 році її місто Торунь повернулося до відродженої Польщі, яка відновила незалежність у 1918 році. Вона отримала атестат зрілості в польському Торуні. Наприкінці 1930-х років вона викладала в кількох середніх школах, одночасно працюючи інструкторкою в Жіночому військовому вишколу. Під час вторгнення в Польщу в 1939 році була коменданткою Сілезького округу жіночого військового вишколу, брала участь в обороні Львова.
У жовтні 1939 року приєдналася до Сілезького відділення Союзу збройної боротьби під псевдонімом «Зельма», який згодом змінила на «Зо». Наприкінці 1940 року її перевели до Варшави, де вона почала виконувати кур'єрські завдання. Вона також була заступницею керівника «Заґроди», відділу зовнішньої комунікації Армії Крайової. У лютому 1943 року через Німеччину, Францію та Іспанію потрапила до Гібралтару, звідки літаком була перевезена до Лондона. У Великій Британії вона пройшла парашутну підготовку, а 10 вересня 1943 року десантувалася в Польщі, як кажуть, «єдина жінка в історії тихотемних» (це твердження оскаржується, оскільки вона не пройшла повного курсу підготовки).
У 1944 році Завацька брала участь у Варшавському повстанні, а після його поразки переїхала до Кракова, де продовжила підпільну діяльність. У 1945 році вона приєдналася до антикомуністичної організації «Свобода і Незалежність», але незабаром вийшла з неї та зайнялася викладацькою діяльністю.
У 1951 році була заарештована і піддана тортурам Службою безпеки Міністерства громадської безпеки. Її засудили до 10 років ув'язнення за державну зраду і шпигунство, але вирок був скорочений, і вона вийшла на волю в 1955 році. Після звільнення з ув'язнення здобула ступінь доктора філософії у Ґданському університеті. Була штатною професоркою Інституту педагогіки Університету Миколая Коперника в Торуні, де заснувала кафедру андрагогіки. Викладацьку діяльність припинила у 1978 році після закриття кафедри в університеті «Служба безпеки». Була активною членкинею Всесвітньої спілки солдатів Армії Крайової, у 1980-х роках співпрацювала з «Солідарністю».

## Нагороди
Серед нагород, отриманих Ельжбетою Завацькою, є такі:
- Орден Білого Орла (1995)
- Орден військової доблесті, Срібний хрест, двічі
- Хрест Хоробрих, 5 разів
- Командорський хрест із зіркою ордена Відродження Польщі, також нагороджена Офіцерським хрестом
- Золотий хрест заслуг з мечами
- Хрест Армії Крайової
- Медаль Армії Крайової
- Медаль «Про Меморія»